# 킴 스탠리
킴 스탠리(Kim Stanley, 1925년 2월 11일 ~ 2001년 8월 20일)는 미국의 배우이다.

## 영화
- 알라바마 이야기
- 여배우 프란시스
- 필사의 도전

## 텔레비전
- 에드 설리번 쇼
- 제6지대
- 제55회 아카데미상